# Risico (boek)
Risico (oorspronkelijke Engelse titel: Acceptable Risk) is een boek geschreven door de 
Amerikaanse schrijver Robin Cook.

## Verhaal
Op een ogenblik ontwikkeld dokter Armstrong een antidepressivum met fenomenale therapeutische eigenschappen. Maar hij staat onder druk van zijn geldschieter en om tijd te winnen besluit hij het geneesmiddel op zichzelf te testen. Hierdoor begint zijn gedrag te veranderen met desastreuze gevolgen.

## Film
Het boek is in 2001 verfilmd door William A. Graham (X-Files),
met in de hoofdrollen Chad Lowe en Kelly Rutherford.